# Buddhizmus Nepálban
A buddhizmus Nepálban történelmi fontosságú, ugyanis a mai Nepál területén lévő Lumbini zónában született Gautama Sziddhártha, a későbbi Sákjamuní Buddha, a buddhizmus kulcsfontosságú alakja.
A tudósok a mai napig nem tudták pontosan megállapítani Gautama Buddha pontos születési idejét. Nepálban hagyományosan az i. e. 623-as esztendőt tekintik Buddha születési dátumának. Az ország lakosságának 10,74%-a gyakorolja a buddhizmust, jellemzően a tibeti-burmai etnikumú lakosság. A himalájai ország hegyvidékein élő lakosság hitvilágában a hinduizmus erőteljesen beszivárgott a buddhista tanokba, olyannyira, hogy sok esetben közös isteneik vannak és osztoznak a templomaikon. Például a Muktinath templomra mind a hinduk, mind a buddhisták szent helyként tekintenek, ahol vallási hódolatot lehet kifejezni.

## Áttekintés

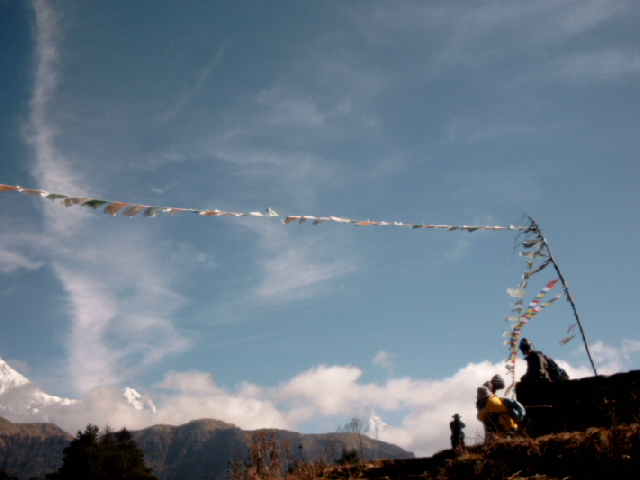
Buddhista imazászlók Nepálban.

Nepálban az emberek többsége hindu vallásúnak vallja magát, azonban az országban olyan erős a buddhizmus hatása a kultúrára, hogy a buddhisták és a hinduk gyakran osztoznak templomaikon és szent helyeiken. Olyan természetes módon léteznek egymás mellett, hogy – más országokkal ellentétben – a két világvallás között nem is mindig világos a különbség. Amsuvarman király idején a nepáli Bhrikuti hercegnő jelentős szerepet játszott a buddhizmus tibeti és távol-keleti terjesztésében és népszerűsítésében. A nepáli művészek a tibeti buddhista építészetet már régóta a középkori, nepáli Araniko hatásának tulajdonítják. A mahájána buddhista irányzat szent szövegeit főleg randzsana írással (a nevarok írása), vagy az ebből származó lanca írással készítették.
A hagyományos nepáli buddhizmusban kilenc szövegnek tulajdonítanak különleges jelentőséget. Ezeket úgy nevezik, hogy a „kilenc dharma-ékszer” (Navagrantha):
- Astaszáhaszriká Pradnyápáramita-szútra
- Gandavjúha-szútra
- Dasabhúmika-szútra
- Szamádhirádzsa-szútra
- Lankávatára-szútra
- Szaddharma Pundaríka-szútra
- Tathágataguhja-szútra
- Lalitavisztara-szútra
- Szuvarnaprabhásza-szútra

A tibeti-burmai törzsek körében a tibeti buddhizmust gyakorolják a legtöbben. A nevar népcsoport gyakorlata a vadzsrajána és a théraváda buddhizmus névári változata. Sok buddhista csoportra szintén hatással volt a hinduizmus. Uralkodó vallásnak számít a buddhizmus a ritkán lakott északi területeken, ahol főleg tibeti származású emberek élnek, főleg serpák, lopák, manangik, thakalik, lhomik, dolpák és nyimbák. Ez az ország lakosságának nagyon kis részét jelenti.
A Nepál középső részén élő kisebbségi csoportok - gurungok, lepcsák, tamangok, magarok, nevarok, jakkhák, thamik, cshantjalok és csepangok szintén a buddhizmust gyakorolják. Ezek létszáma jóval nagyobb, mint az északi embereké. Ezekre az emberekre hatással volt a hinduizmus, olyannyira, hogy legtöbben át is tértek a hindu vallásra és lassan beépültek a kasztrendszerbe is.
A kirant törzs, főleg a limbu és a rai emberek átvették a tibeti buddhista gyakorlatokat a szomszéd országukból. A kirátának számító dzsirel emberek is a tibeti buddhizmust követik.

## Története

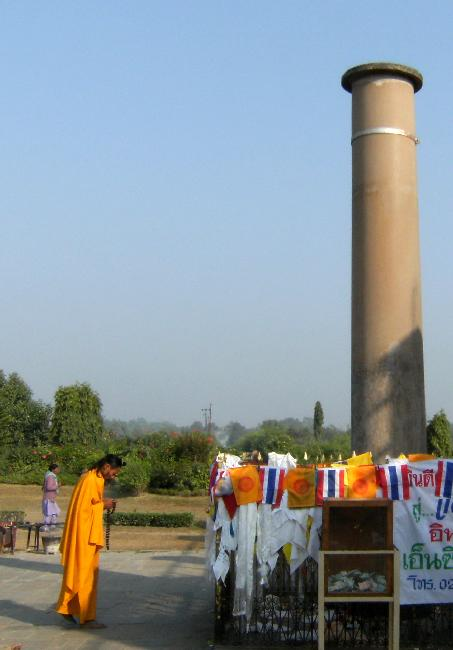
Buddha szülőhelye Nepálban

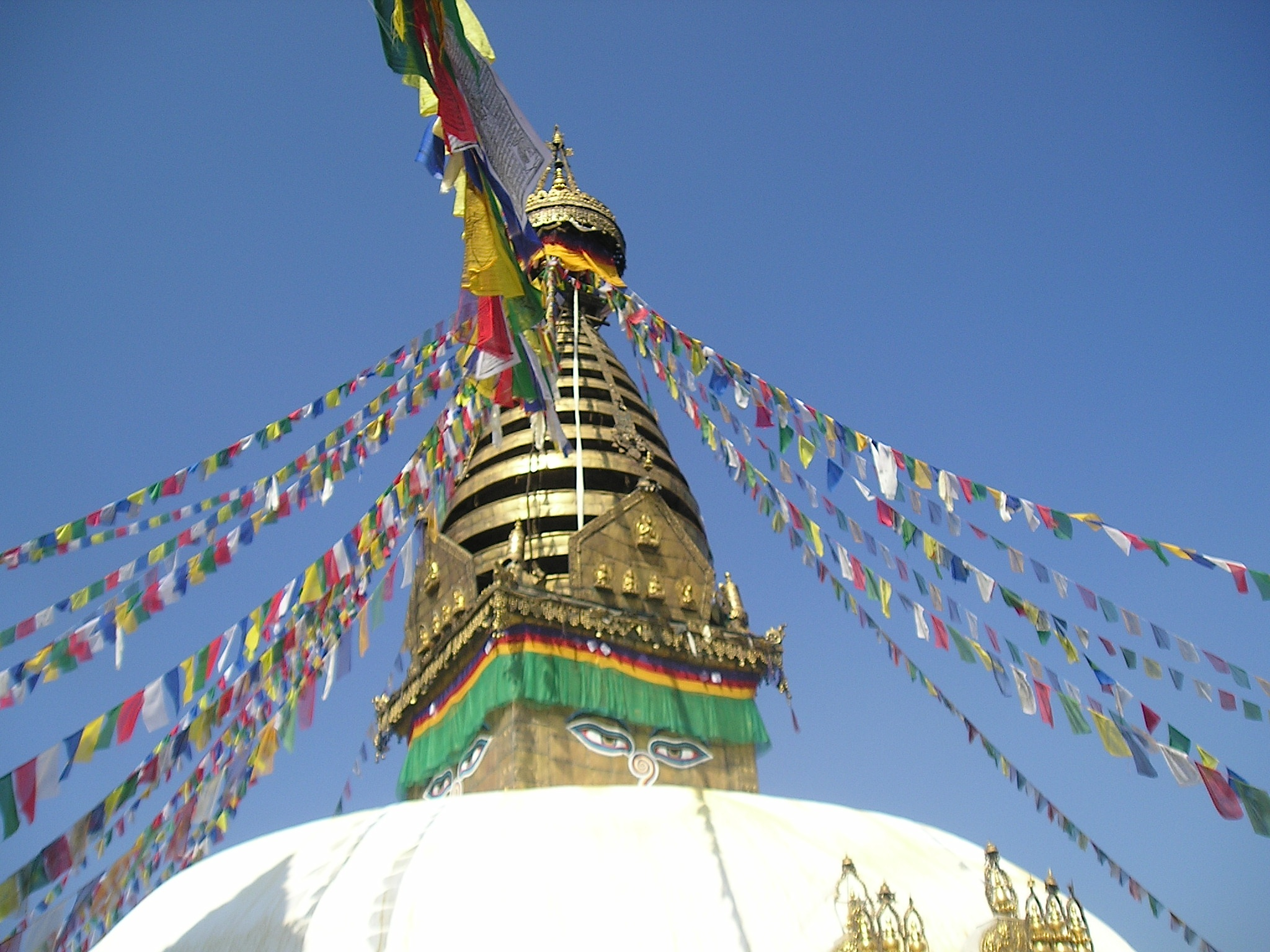
A Szvajambhunath sztúpa és imazászlók.

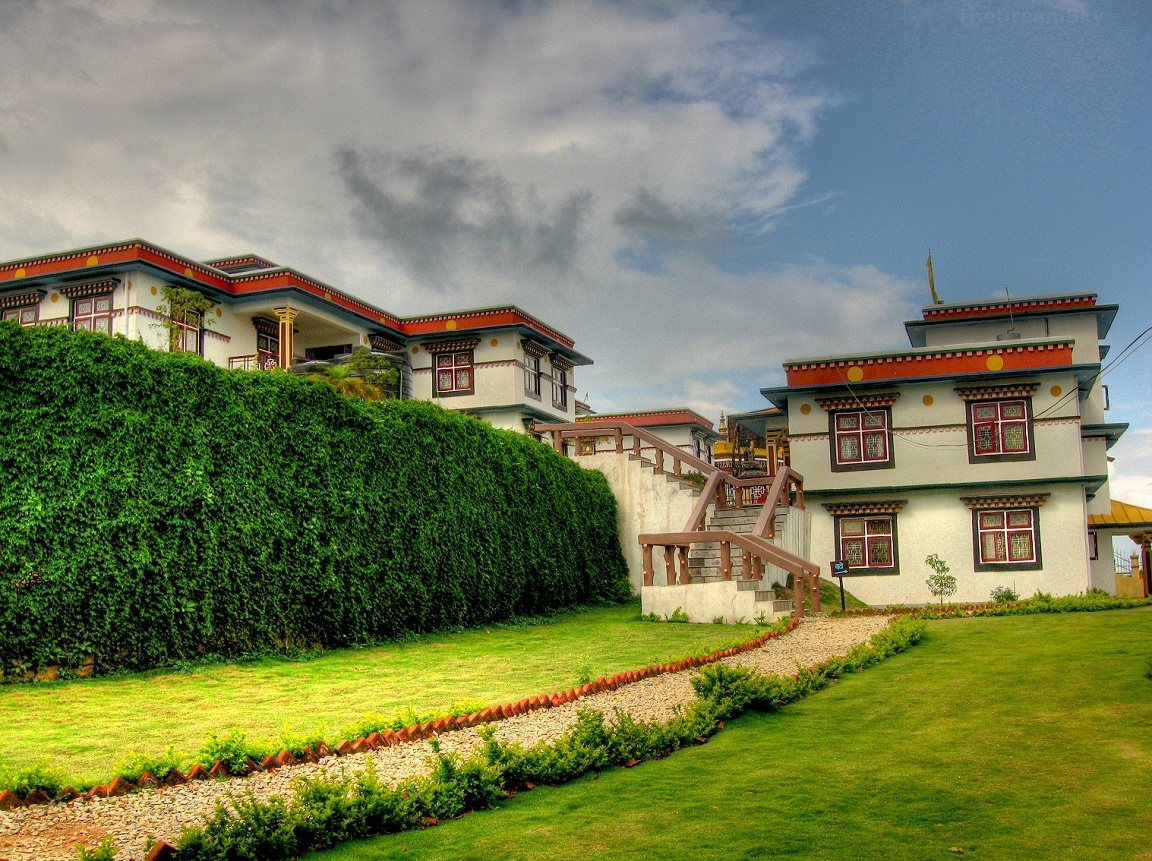
Az Amitabh kolostor Nepálban.

A korai szövegek bizonyítékai alapján Gautama Sziddhártha a Sakja klánból származik, egy olyan nemzetségből, amely az i. e. 5. századi Észak-India perifériáján helyezkedett el (földrajzilag és kulturálisan is). Lehetett egy kis köztársaság, amelyben az apja egy választott törzsfőnök volt, vagy lehetett egy oligarchia, amelyben az apja volt a tartományúr. A buddhista hagyomány szerint Gautama Lumbiniben született, a mai modern Nepál területén, és Kapilavasztuban nevelkedett (a sákja főváros), amely vagy a mai Nepál területén lévő Tilaurakot község, vagy az indiai Piprahva falu. A sakja (vagy szakja) klán később áttette székhelyét a Katmandu-völgybe. Úgy tartják, hogy a sakák a Tharu törzsbe tartoztak. A tharu és a nevar emberek hasonló szokásokkal bírnak és rokonnépként tekintenek egymásra.

### Buddhizmus a liccsavi uralkodók előtt
A Szvajambhu purána szerint Mandzsusrí, buddhista istenség alapította az első települést Mandzsupattanban és uralkodónak Dharmakar királyt tette meg.
A kirantok uralkodása idején, úgy tartják, hogy Buddha ellátogatott a Katmandu-völgybe. A buddhista szerzetesek létrehoztak egy erdei kolostort a mai Szankhu település közelében.
Gautama életéből nem maradtak fent írásos emlékek, illetve az azt követő évszázadokból sem. Az i. e. kb. 269 és i. e. 232 között uralkodó Asóka király egyik rendelete megemlékezik az uralkodó zarándoklatáról, amelyet Buddha szülőhelyén tett, Lumbiniben. Egy másik rendelete néhány dhamma szöveget említ. Innentől számítják az írott buddhista hagyomány létezését, amely a Maurja Birodalom korának felel meg.
A harmadik buddhista tanácskozás után Asóka hittérítőket küldött Nepálba. Hagyományosan úgy tartják, hogy Asóka ellátogatott Patanba, ahol négy sztúpát építtetett. Úgy tartják, hogy lánya, Csarumati alapította meg Csabahi falut, amely Katmandu és Bodhnath (nevar nyelven: kaszti) között helyezkedik el. Található itt egy sztúpa és egy kolostor, amelyet az ő idejéből származtatnak.
A nepáli hagyományban úgy tartják, hogy a Maurja Birodalom Nepál területére történő terjeszkedésével a tharu emberek ősei áttértek a buddhizmusra, egészen addig, amíg a liccsavi uralkodók a 2. században el nem űzték őket.

### A liccsavi kor (400-750)
A liccsavi korban együtt virágzott a hinduizmus és a buddhizmus Nepálban. A buddhista művészet kiváló példáinak számít a félig elsüllyedt Buddha-szobor Pasupatinatban, az alvó Visnu-szobor Budhanilkantában, valamint a Buddha-szobor és a különböző Visnu ábrázolások Csangunarajanban. Mintegy negyven felirat maradt fenn ebből a korból, amelyek többsége egyházi témájú, azonban nem sokat lehet tudni a kor szerzeteseinek hétköznapi életéről. Tizenöt kolostor neve ismeretes, ezek a kor kiemelkedő vallási központjai voltak. Arra is léteznek források, hogy a buddhizmus mely iskolái voltak jelentősek ebben a korban. A legfontosabbak a mahászánghika, a szammitija és a szarvásztiváda iskolák voltak. A madhjamaka és a jógácsára filozófiák csak később váltak jelentőssé a vadzsrajána buddhizmus megjelenésével. Bizonyítékként szolgáló feliratok beszámolnak a kor vallási adományozási szokásairól is, amelyet a világi emberek érdemszerzésre használtak, főleg a nők.
A liccsavi korra a vallásszabadság és a szinkretizmus volt jellemző. Manadeva király hódolatát fejezte ki mind a hindu, mind a buddhista szentélyeknél. A királyi család tagjai is különböző vallásokat követtek. Hozzávetőlegesen ebben az időszakban került bevezetésre az Avalókitésvarát ünneplő Rath dzsatra szekérfesztivál és az ún. csaitják (szentélyek) előtti tiszteletadás. A Katmandu-völgy több ősi helyszínén találhatók ilyen csaitják, például Szvajambhunáth-ban, Baudhanáth-ban, Katmanduban és a Patanban található négy "Asóka" sztúpa, valamint mintegy kétszáz liccsavi korból származó kő csaitja. Lehetséges, hogy ennek a tiszteletadási szokásnak az eredete a kőimádathoz vezethető vissza. A legkorábbi liccsavi felirat tanúsága szerint a csaitják előtti hódolat bemutatása a csaitják szertartásos körbejárásával és olyan felajánlásokkal kezdődött, mint a tömjén, az olajlámpa vagy a szertartásos mosdás.
A tömegeket vonzó szekérfesztiválon megépítettek egy Avalókitésvara képével feldíszítettek szekeret, amelyet napokon vagy heteken át szállítottak egy előre meghatározott útvonalon. Ez a népszerű fesztivál megerősítette a Katmandu-völgyben a buddhizmus helyzetét a hindu és más animista vallásokkal szemben.

### Liccsabi kor (600-1200)

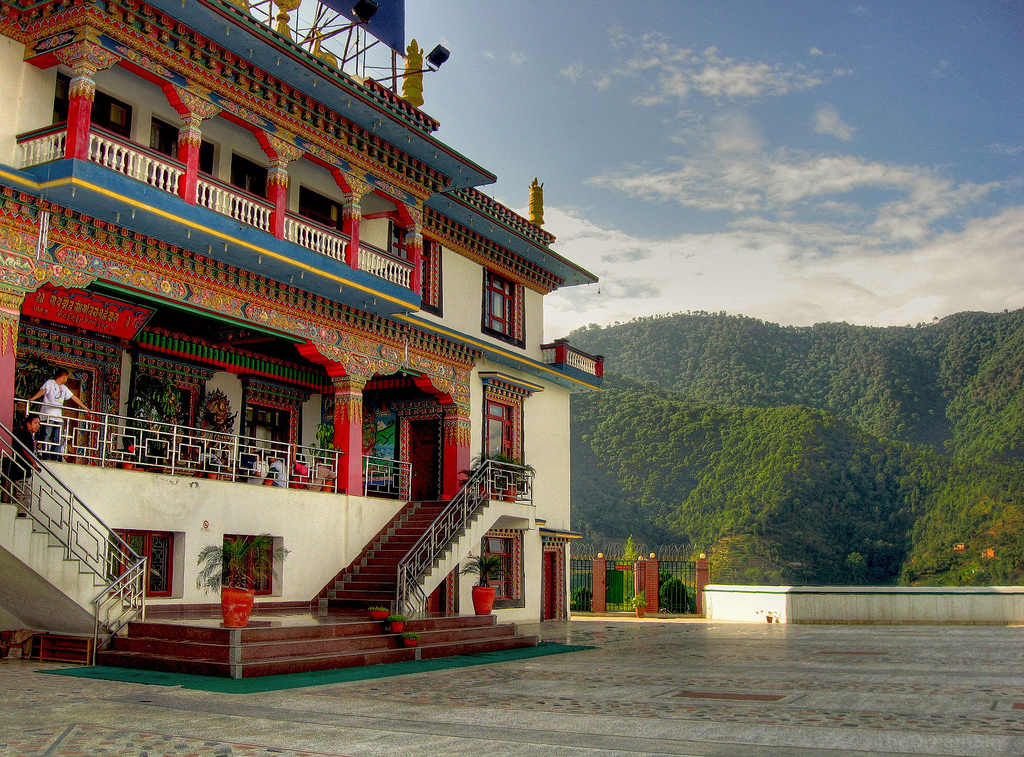
Az Amitabh kolostor Nepálban.

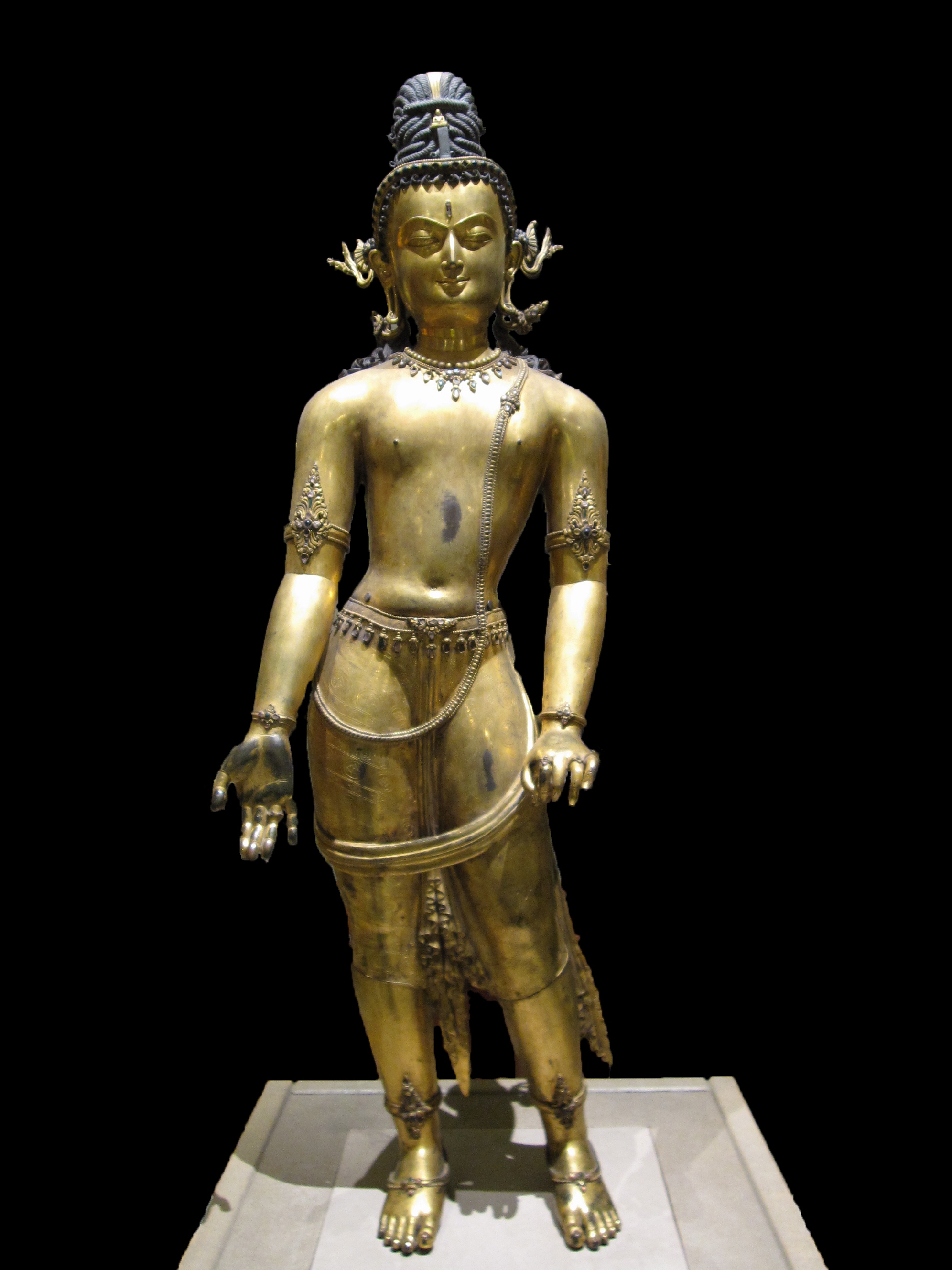
Avalókitésvara bodhiszattva aranyozott bronz szobra - Nepál, 16. század

Az első liccsabi király, Amszuvarma a tibeti Szongcen Gampo király lányát, Bhrikutit vette feleségül. A legenda szerint Bhrikuti nászajándékának a részeként, magával vitte az egykori Gautama Buddha eredeti alamizsnás edényét. Úgy tartják, hogy rajta keresztül került el a buddhizmus Tibetbe, ahol a zöld Tárá reinkarnációjának tekintik és számtalan thangka festmény fő alakja. A liccsabi kort a buddhizmus fénykorának tekintik Nepálban.

### Malla-dinasztia (1200–1769)
A Malla-dinasztia a hindu és a buddhista művészet szinkretizmusának legfényesebb időszaka volt. Ekkoriban vált rendkívül népszerűvé a Paubhá, a tibeti buddhista thangka nevar megfelelője.
Dzsajaszthiti Malla uralkodása idején a nőtlen szerzeteseknek megtiltották a vallásgyakorlatot Nepálban. Ez vezetett oda, hogy a nevar buddhizmusban a szerzetesek házasodhatnak. Eltűnt viszont Nepálból a théraváda buddhizmus, amelyet csak a 20. században élesztettek újjá.

### Sah-dinasztia (1769–1846) és Rana-dinasztia (1846–1951)
A Sah-dinasztia idején hanyatlott a buddhizmus Nepálban, végül összeolvadt a hinduizmussal, amikor a hindu gurkák kerültek hatalomra. Északon virágzott a vadzsrajána buddhizmus (tibeti buddhizmus) a lopák és a takalik lakta területeken.
A mai nepáli nevar buddhista gyakorlatok nagy része beleolvadt a hinduizmus fő sodrásában szereplő gyakorlatokba és csak kevés gyakorlat, művészeti forma és kaszt maradt meg eredeti formájában. Északon, a tibeti származású emberek körében a tibeti buddhizmus szinte eredeti formája maradt fent, főleg a nyimba kaszt esetében. Ezzel szemben az egykor szintén tibeti buddhizmust gyakorló és a társadalmi életben fontos szerepet betöltő takali emberek lassan átvették a hinduizmust.
A Rana-dinasztia zsarnoksága alatt, 1926-ban és 1944-ben, sok théraváda buddhistát üldöztek el az országból, mintegy válaszul az 1920-as években kezdődő théraváda fellendülésre. Szintén ebben a korban fedezték fel Buddha születési helyét Lumbini közelében.

### Sah-dinasztia (1951–2006)
Rana-dinasztia megbuktatása után, 1951-től lassú fejlődésnek indult a buddhizmus Nepálban, amelyben fontos szerepet játszottak a théraváda buddhisták kampányai. Ez a mozgalom segített a buddhizmusnak, hogy a kisebbségi csoportok és kasztok vallásából kiemelkedjen. Jelenleg három fő buddhista iskola létezik az országban: tibeti, théraváda és nevar buddhizmus.
A világ számára a turizmus is fontos szerepet játszik a nepáli buddhizmus terjesztésében. Évente több mint tízezer utazó látogat el az ország fővárosába, Katmanduba a világ minden tájáról, hogy megnézhesse Baudhanáth és Szvajambhunáth sztúpáit. Ezek látványos és jelentős építészeti helyszínek, amelyek csak Nepálban találhatók. Ezek mellett több száz buddhista emlékmű található Katmandu és más nepáli városok utcáin és terein.

### Nepáli köztársaság (2006-tól)
Nepál 2006-ban hivatalosan is világi állammá vált. Az országban jelenleg minden vallásnak egyenlő jogai vannak és egyenlő lehetőség a vallás terjesztésére.

## Jelenlegi helyzet
A 2001-es népszámlálás adatai szerint a buddhista lakosság aránya a következő:
| Népcsoport | Teljes lakosság | Buddhisták száma | Százalék |
| ---------- | --------------- | ---------------- | -------- |
| Tamang     | 1 282 304       | 1 157 461        | 90,3     |
| Magar      | 1 887 733       | 1 268 000        | 67,2     |
| Gurung     | 3 500 000       | 3 000 000        | 85,7     |
| Nevar      | 1 242 232       | 0 190 629        | 15,3     |
| Serpa      | 0 150 000       | 0 130 000        | 86,7     |
| Bhote      | 0 100 000       | 0 98 000         | 98,0     |
| Thakali    | 0 50 000        | 0 35 000         | 70,0     |
| Cshantjal  | 0 30 000        | 0 18 000         | 60,0     |
| Dzsirel    | 0 20 500        | 0 19 600         | 95,6     |
| Lepcsa     | 0 60 000        | 0 50 800         | 84,7     |
| Hjolmo     | 0 198 000       | 0 195 400        | 98,7     |

## Külső hivatkokzások
- A buddhizmus szent helyei: Lumbini – Buddha szülőhelye
- Vajdzsrajána Vipasszjana – Ácsárja Mahájogi Dharma Vadzsra (Sridhar SJB Rana)
- Nepáli vipasszaná központok – S.N. Goenka
- Buddhactivity dharmaközpont - adatbázis Archiválva 2019. június 20-i dátummal a Wayback Machine-ben